# Pleo

Produktlogo

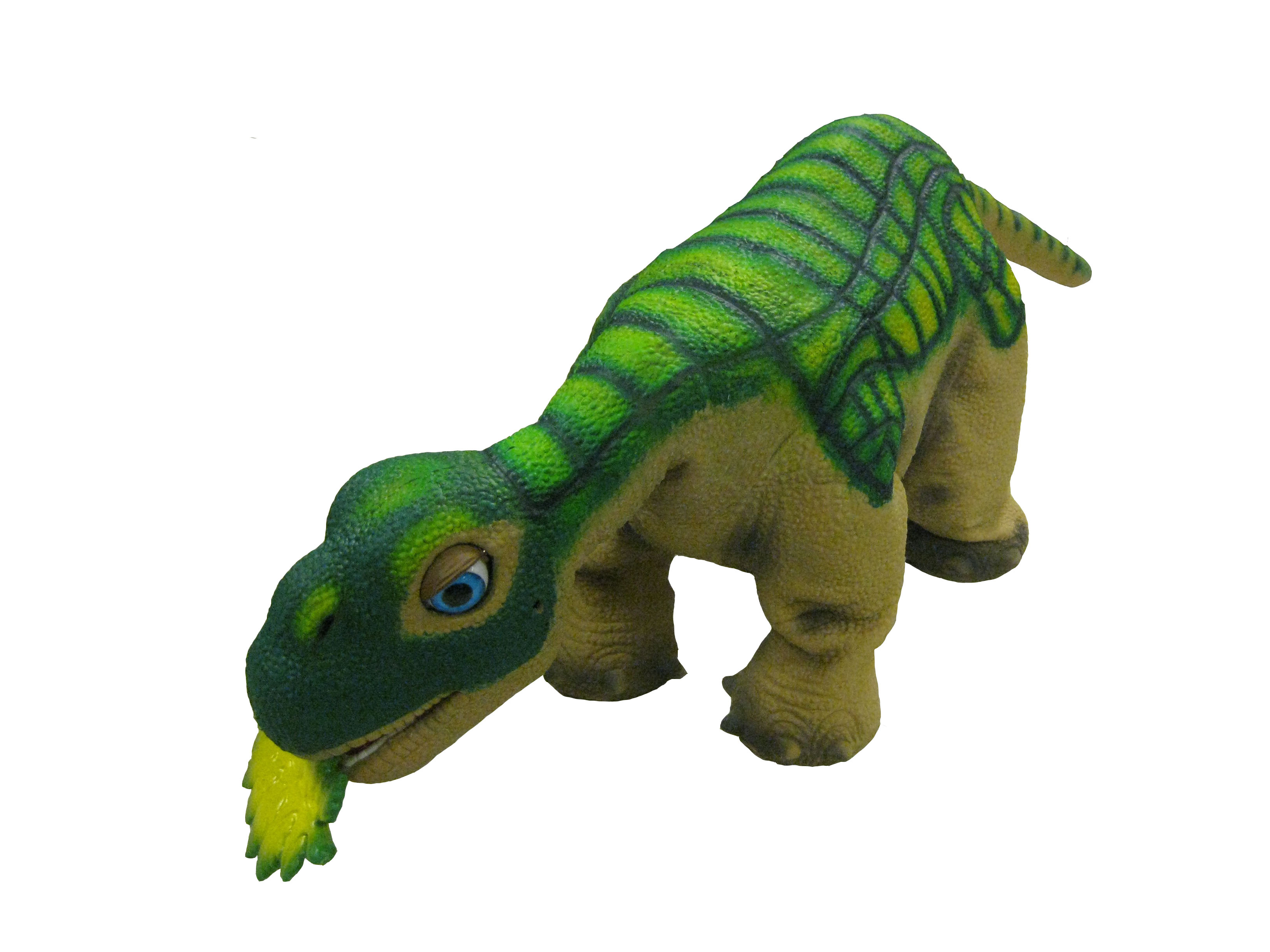
Pleo

Pleo ist ein Spielzeugroboter, der das Erscheinungsbild und die Verhaltensweise eines Camarasaurus-Dinosaurierbabys nachahmt. Er wurde von der Firma Ugobe entworfen. Caleb Chung, einer der Designer des Furbys, ist Mitbegründer der Firma. Nach 3,5-jähriger Entwicklung wurde am 5. Dezember 2007 die Auslieferung in den USA gestartet. In Deutschland wird Pleo über die Joker AG vertrieben. Nach der Insolvenz von Ugobe hat sich Jetta, die Firma, die Pleo produziert, die Rechte an ihm gesichert. Seit Juli 2009 gehört Pleo zur Innvo Labs Corporations, einer Tochterfirma von Jetta.

## Verhaltensweise

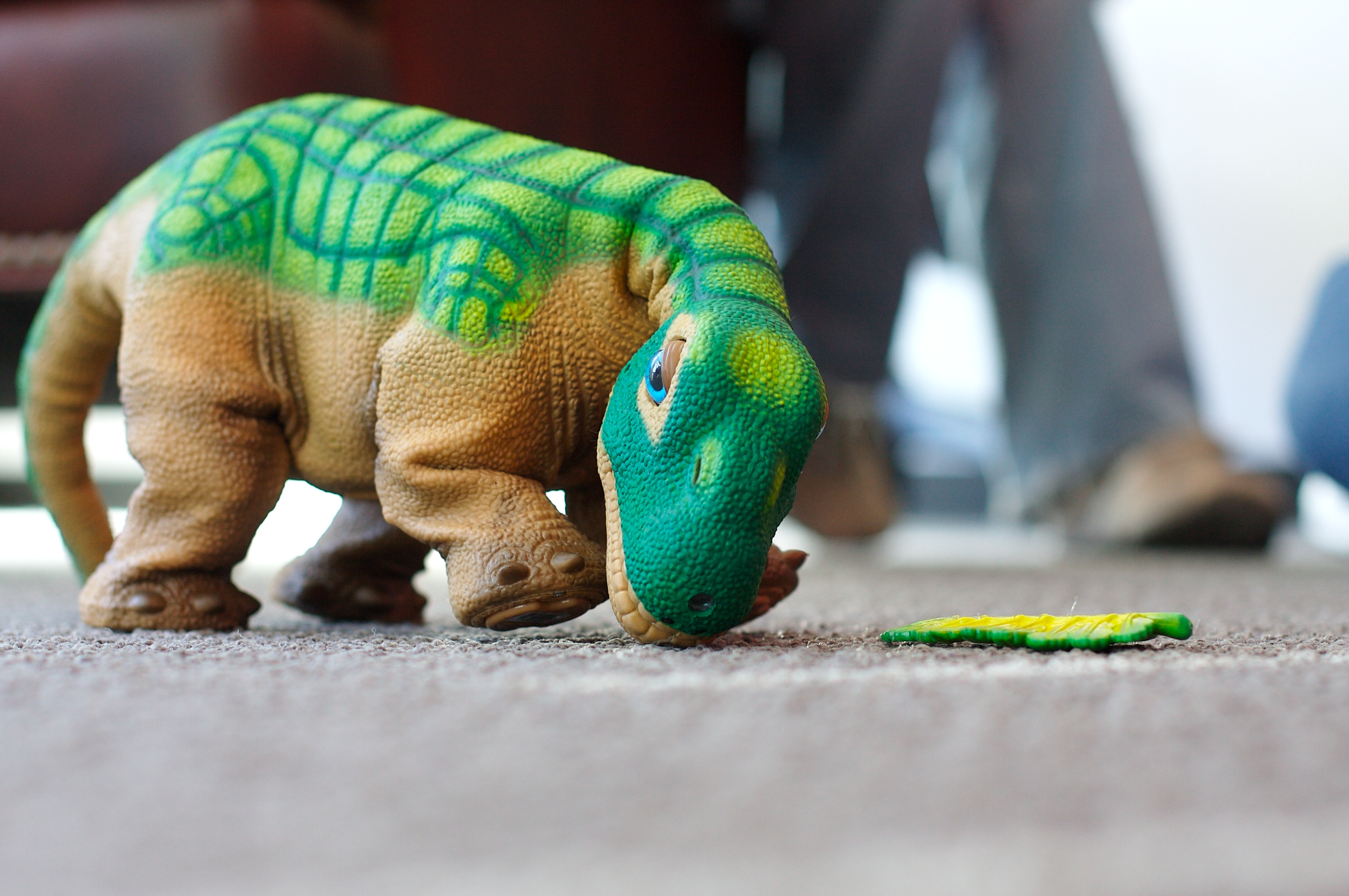

Pleo ist in der Lage, auf allen vieren zu gehen, Kopf und Schwanz zu bewegen, seine Augenlider zu schließen, das Maul zu öffnen und zu schließen und Laute von sich zu geben. Er simuliert das Fressen von Futter, verfolgt Bewegungen und reagiert auf Geräusche.
Zu Beginn mimt Pleo den Zustand eines Neugeborenen, verhält sich anschließend wie ein Kind und schließlich wie ein Jugendlicher. Im Kindesalter läuft er zuerst noch unsicher, um dann anzufangen mit der Umwelt zu interagieren. Dabei zeigt er Emotionen wie einen hängenden Kopf oder einen wedelnden Schwanz. Pleo speichert zudem seine „Lebenserfahrung“ und bildet so einen einzigartigen Charakter.

## Technik
Pleo besteht aus etwa 2.000 Einzelteilen. Anhand 38 Sensoren, Stereo-Mikrofon und einer Digitalkamera interagiert er mit seiner Außenwelt. Untereinander verständigen sich mehrere Pleos mit einer Infrarot-Schnittstelle. Er erkennt in das Maul gestecktes Futter über eine Infrarot-Lichtschranke. Um die einzelnen Körperteile zu bewegen, sind 14 Servomotoren eingebaut. Außerdem besitzt er Sensoren an den Füßen, um zu erkennen ob man ihn hoch hebt. Pleo ist nicht in der Lage, sich nach einem Sturz selbstständig wieder aufzurichten.

## Software
Pleo basiert auf der Softwareplattform Life OS und wurde zu Anfang mit einer noch nicht vollständig entwickelten Software ausgeliefert. Diese wurde zwischenzeitlich verbessert und kann von der Webseite des Herstellers heruntergeladen werden. Dazu schließt man Pleo über den USB-Port an einen Computer an oder befüllt direkt die genutzte SD-Karte mit den Daten.
Mittlerweile sind auch Software-Editoren verfügbar. Zusammen mit der Offenlegung des Quellcodes und eines Pleo Development Kits können diese von Endanwendern genutzt werden, um die Persönlichkeit zu verfeinern.

## Programmierung
In Zukunft soll es möglich sein, PAWN-Skripte auf Pleo auszuführen. Das erforderliche SDK wurde bereits für Ende 2008 angekündigt, die Veröffentlichung hat sich aber immer wieder verschoben. Eine virtuelle Maschine zum Ausführen von PAWN-Skripten läuft bereits auf Pleo.

## Wissenschaft
Durch die zahlreichen technischen Möglichkeiten, die Pleo für einen verhältnismäßig geringen Preis bietet, wird er auch für verschiedene wissenschaftliche Projekte eingesetzt. So haben zum Beispiel die Gruppe für interdisziplinäre Psychologie der Universität Bamberg und das Deutsche Forschungszentrum für Künstliche Intelligenz auf Pleo basierende Projekte durchgeführt.